# Elda Prestigio
L'Elda Prestigio és un club d'handbol femení pertanyent a la ciutat d'Elda. Vesteix samarreta blanca amb tonalitats blaves, i pantalons negres. A causa dels patrocinadors, el nom del club ha variat en determinades ocasions. Com són els casos d'Alsa Elda Prestigio, i Orsan Elda Prestigio (en l'actualitat).

## Història
L'afició de les escolars eldenques a l'handbol durant els anys 80, va motivar a l'ajuntament la creació d'un club femení, en el qual, en l'any 1985, Ángel Sandoval pren les regnes del nou equip.
Després de romandre en categories inferiors, en 1992 l'Elda Prestigi0 ascendeix a la Divisió d'Honor de la Lliga espanyola. Des de llavors, no només es consolida fermament en aquesta categoria, sinó que comença a donar mostres de la seva enorme qualitat, classificant-se entre les 3 primeres places de la màxima categoria, tenint accés així a les competicions europees (copa EHF).
En 1999 les eldenques aconsegueixen la seva primera Lliga enfront de l'etern rival El Osito L'Eliana. Des de llavors han aconseguit dos nous títols de Lliga més (2002 i 2003), així com una Copa de la Reina i altres títols. Actuació notable també en les diverses competicions europees en les quals ha pres part, Lliga de Campions, Recopa i Copa EHF, convertint-se així en un dels clubs femenins més importants del panorama espanyol i europeu. En 2016 va complir 30 anys. El juny de 2012 va baixar de categoria fins a la Divisió de Plata per problemes de finançament.

## Palmarès
- 4 Lligues espanyoles d'handbol femenines: 1998-99, 2002-03, 2003-04, 2007-08
- 2 Copes espanyoles d'handbol femenines: 2001-02, 2004-05